# Masterpiece (EP)
Masterpiece è l'EP di debutto delle MiSaMo, subunità del girl group sudcoreano Twice, pubblicato il 26 luglio 2023.

## Tracce
1. Do Not Touch – 3:05
2. Behind the Curtain – 2:58
3. Marshmallow – 3:02
4. Funny Valentine – 3:17
5. It's Not Easy for You – 2:20
6. Rewind You – 3:17
7. Bouquet – 4:24